# Sarród
Sarród (németül: Schrollen) község Győr-Moson-Sopron vármegyében, a Soproni járásban található. A község jelenlegi településrészei három volt településből álltak össze: Sarródból, Fertőújlakból és Nyárligetből.
- Fertőújlak neve az 1970-es névváltozást megelőzően Mekszikópuszta (Mexikópuszta) volt.
- Nyárliget a korábbi Nyárasmajor elnevezésből keletkezett.

## Fekvése

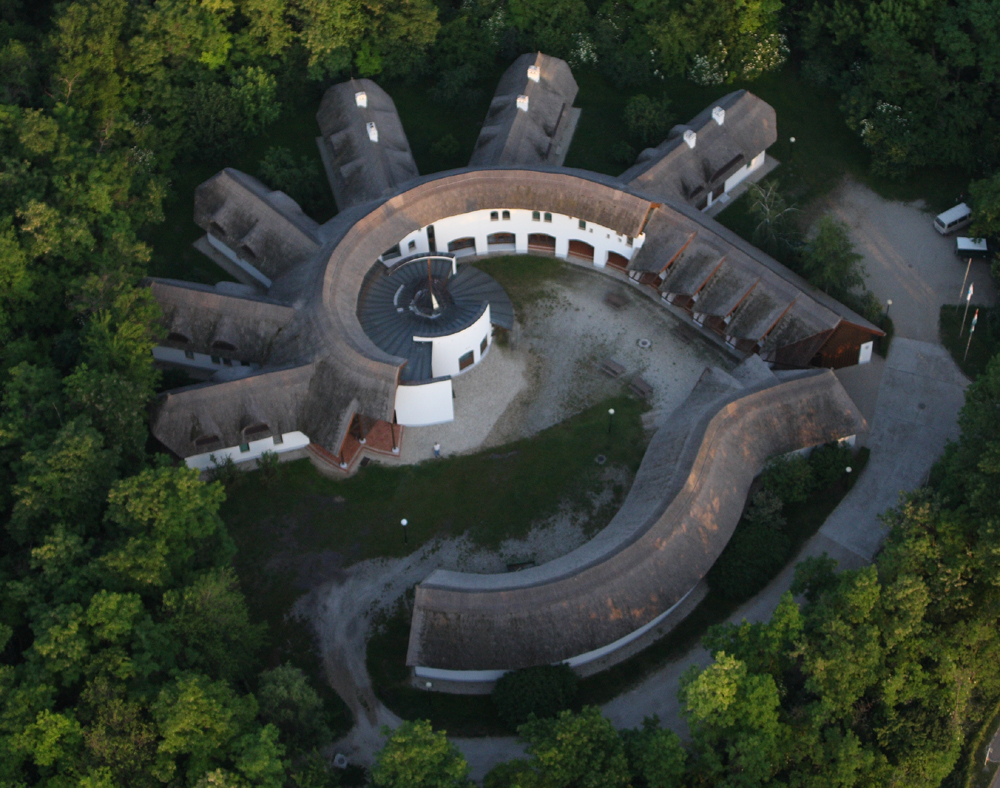
A Kócsagvár képe madártávlatból

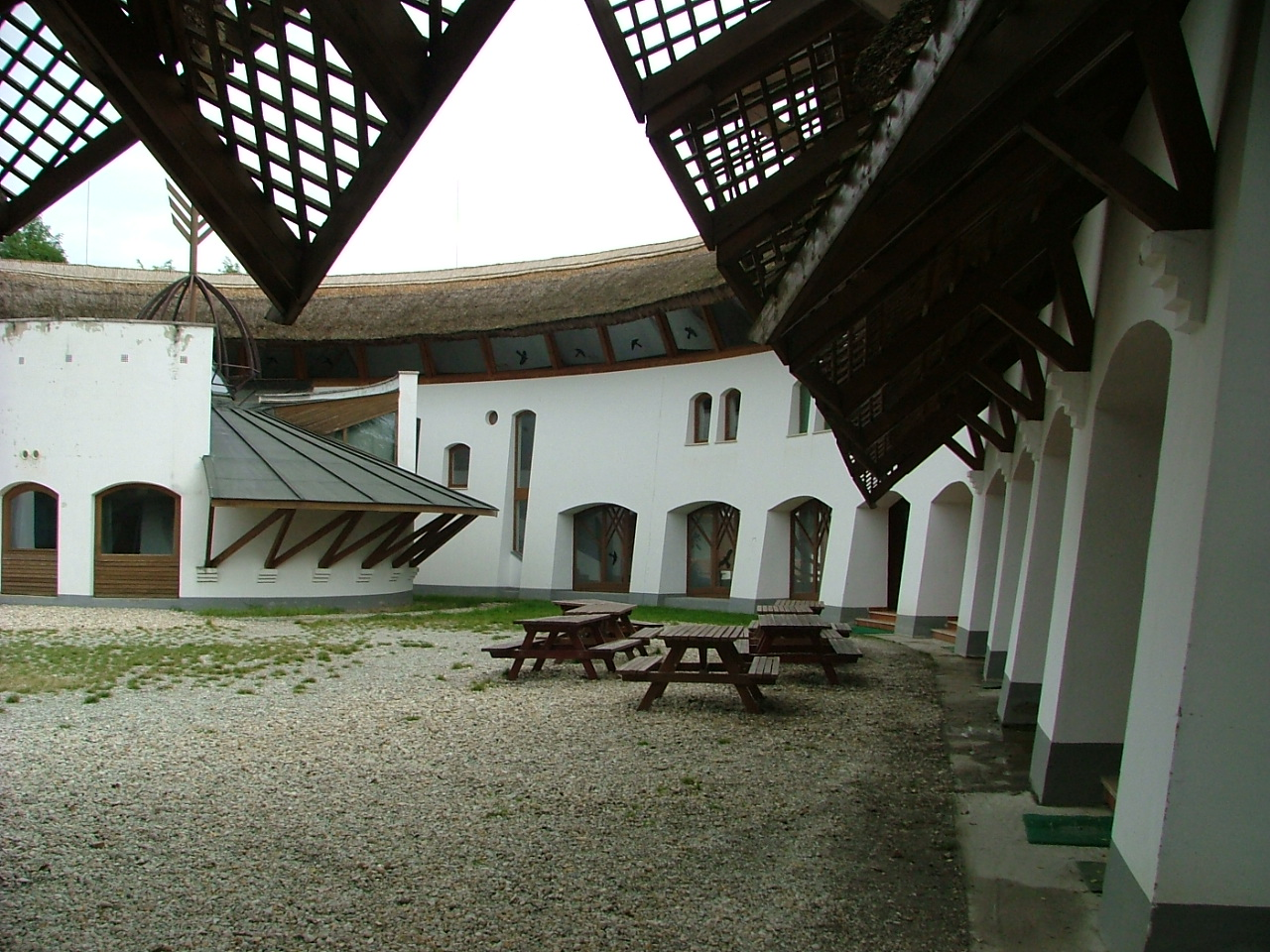
A Kócsagvár belső udvara

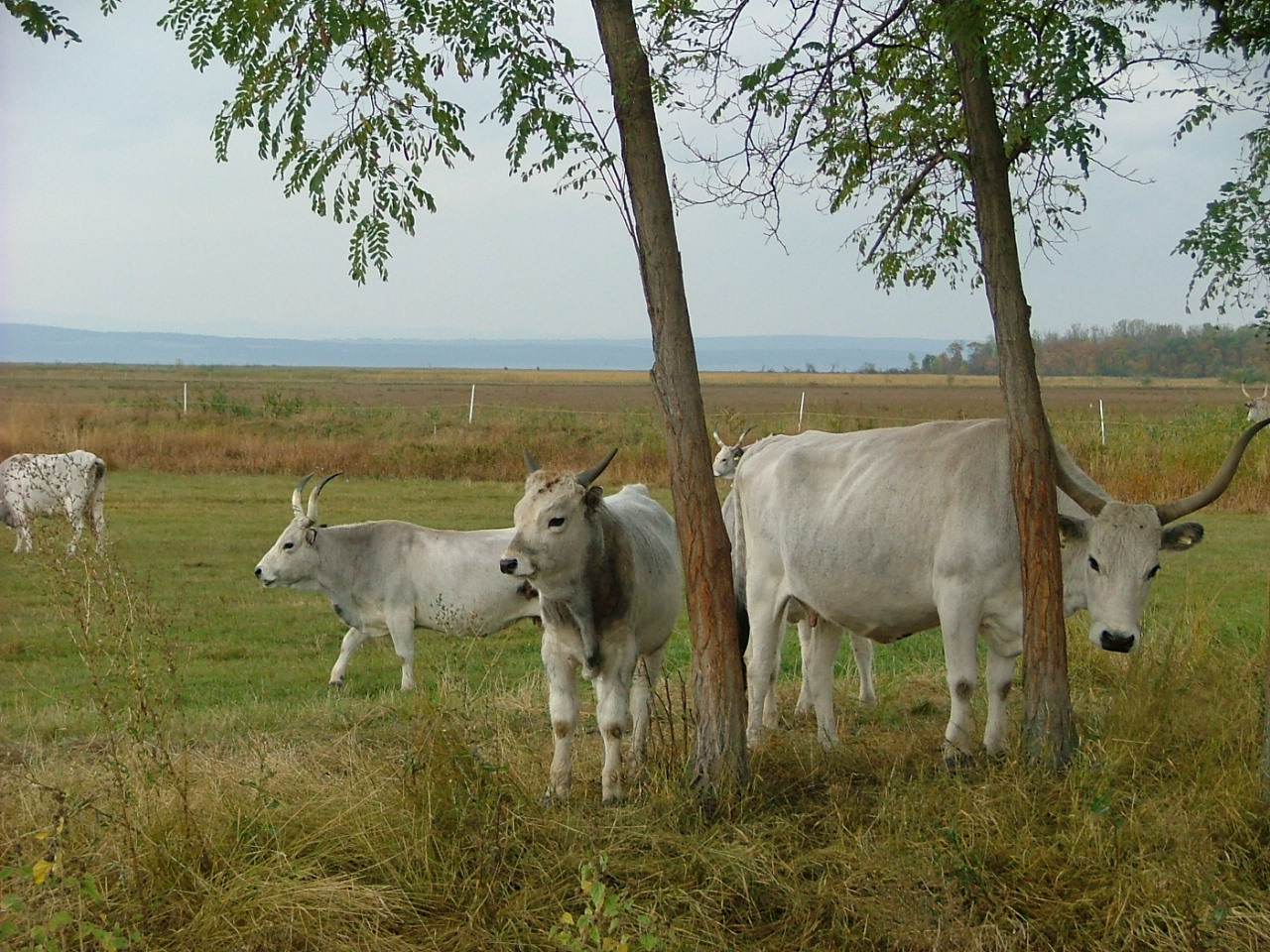
A Fertő–Hanság Nemzeti Park

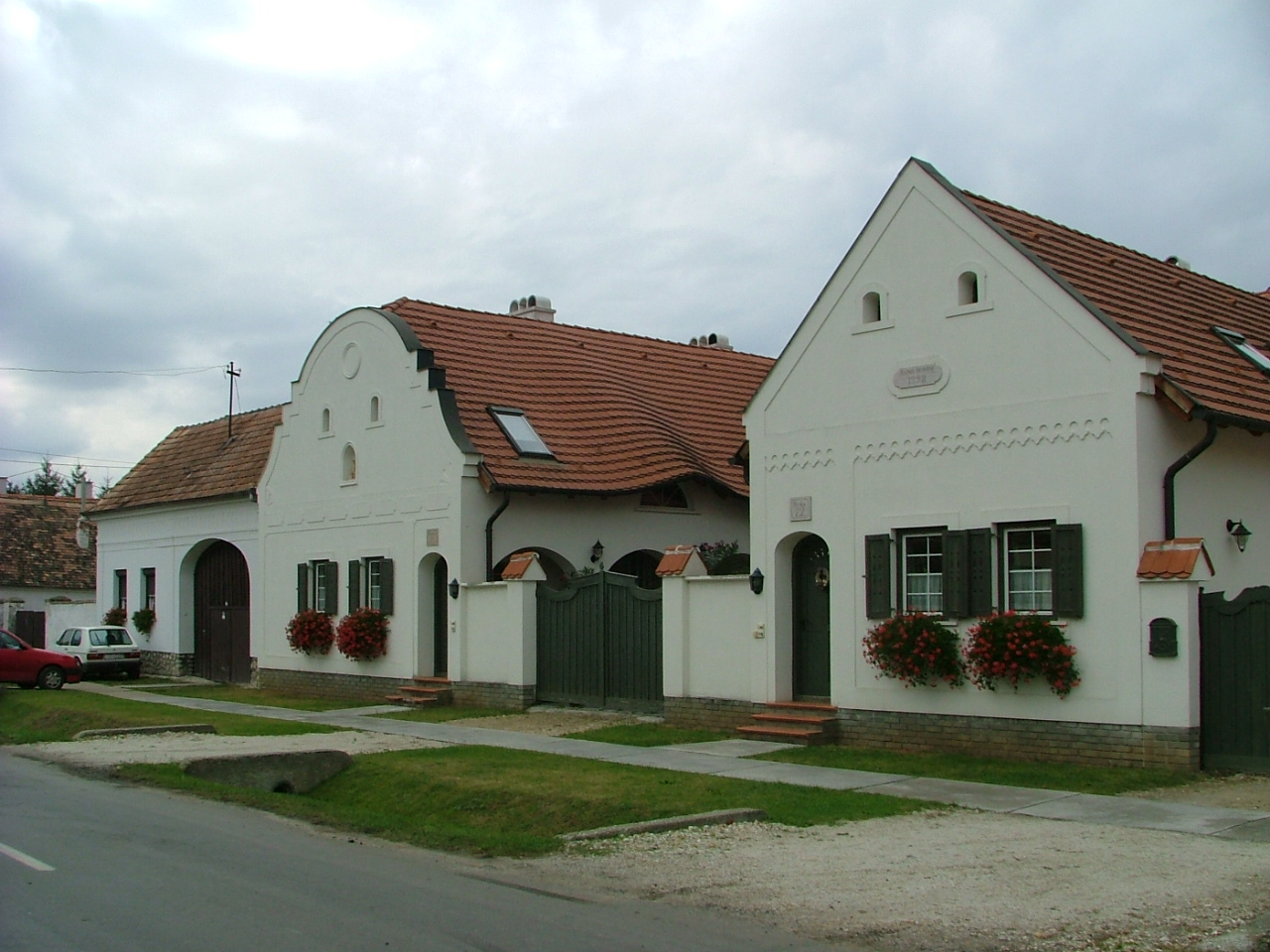
Restaurált táj jellegű parasztházak

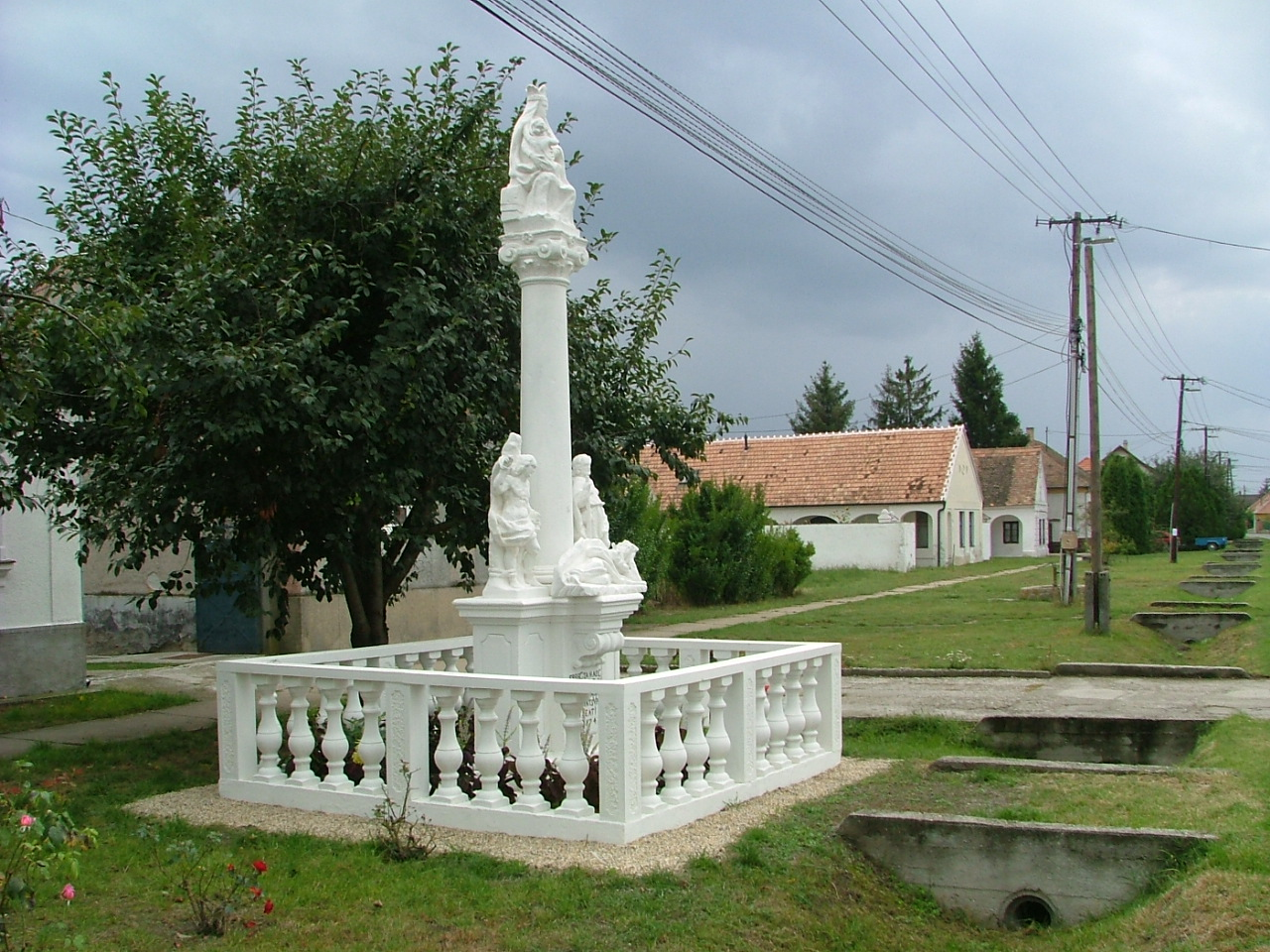
Szent Rozáliának, a falu védőszentjének szobra

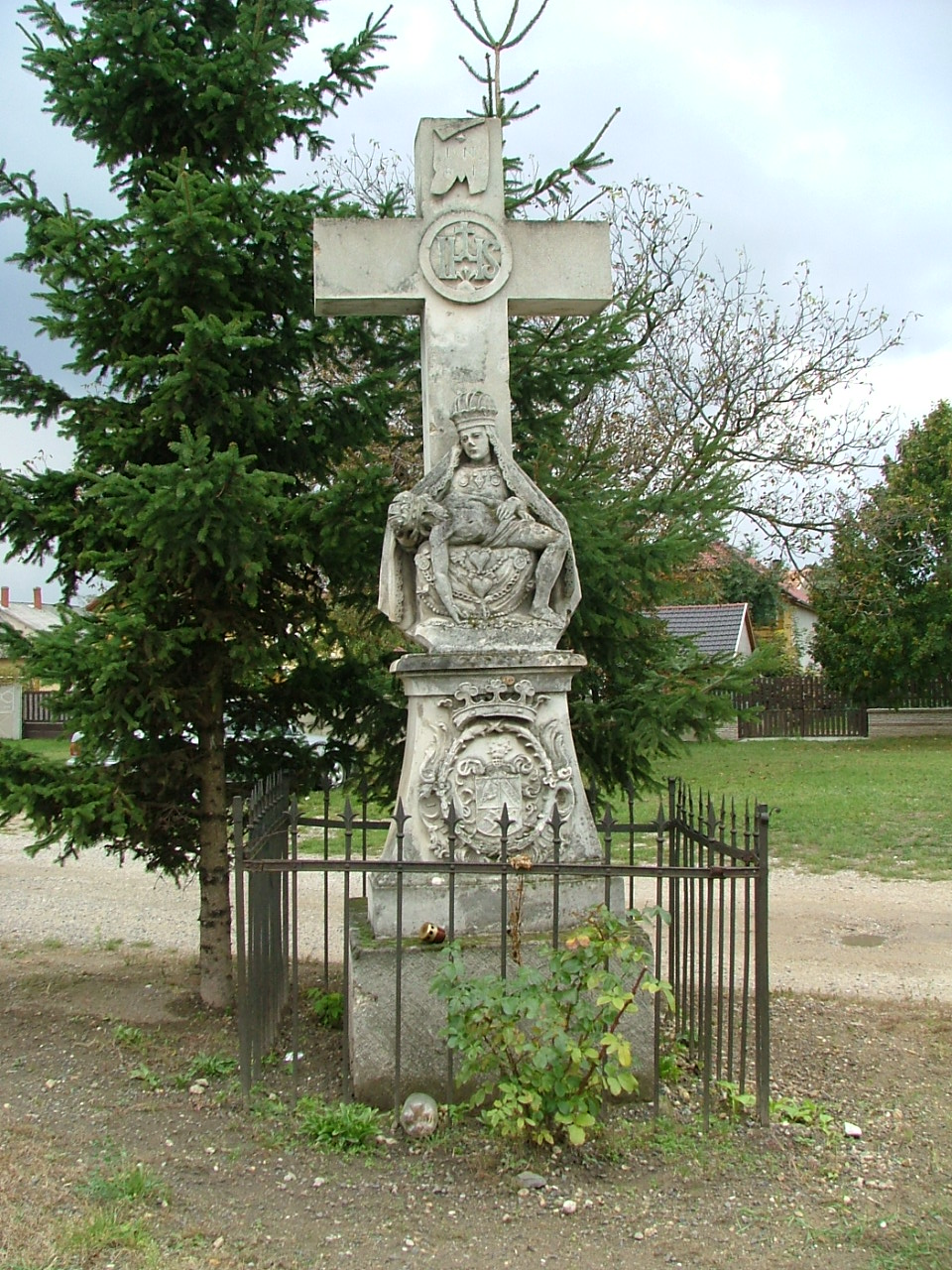
A Piéta szobor

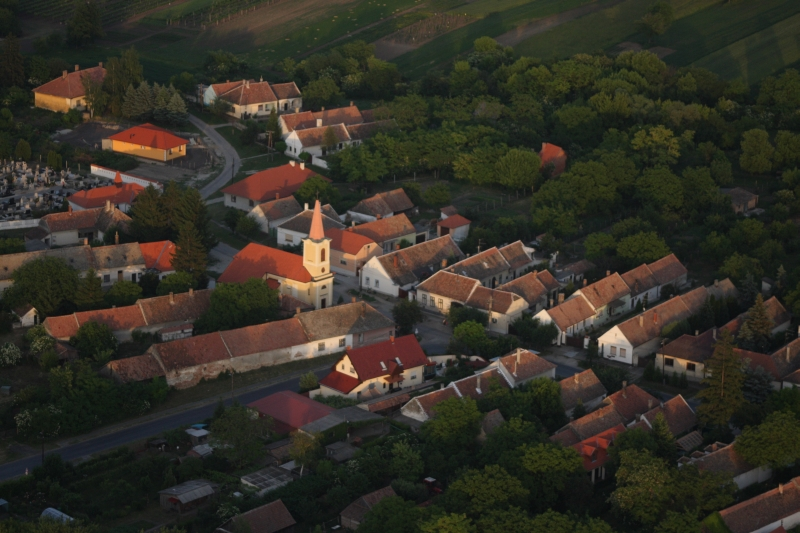
Hosszúházas beépítés és a falu temploma

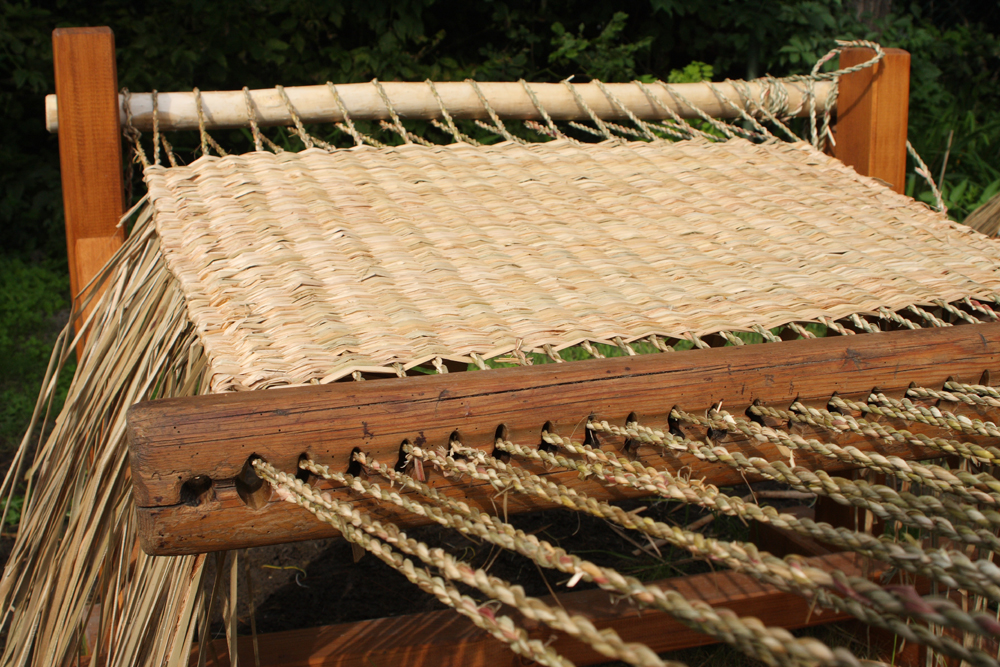
Gyékényszövés

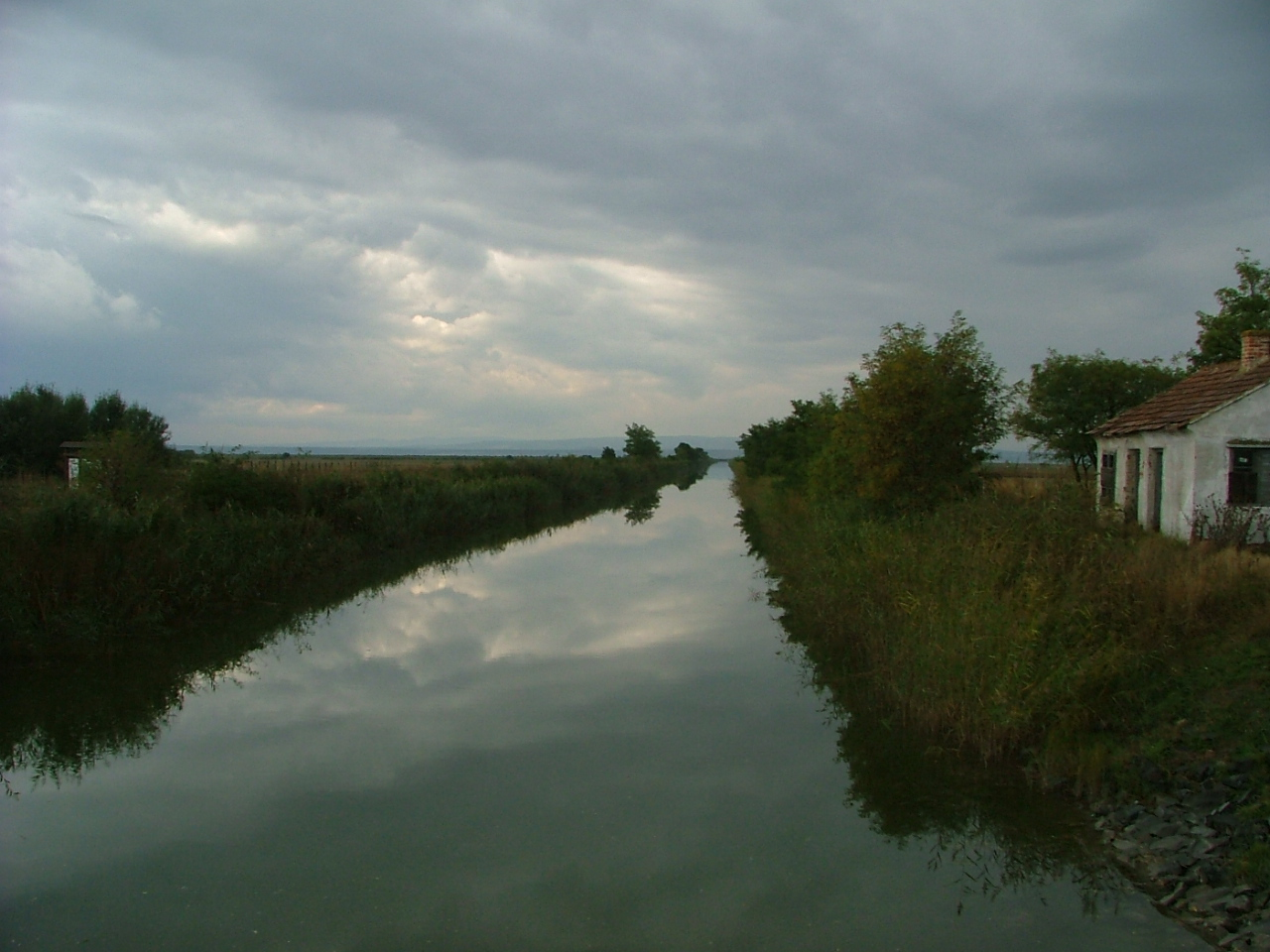
A Hansági-főcsatorna

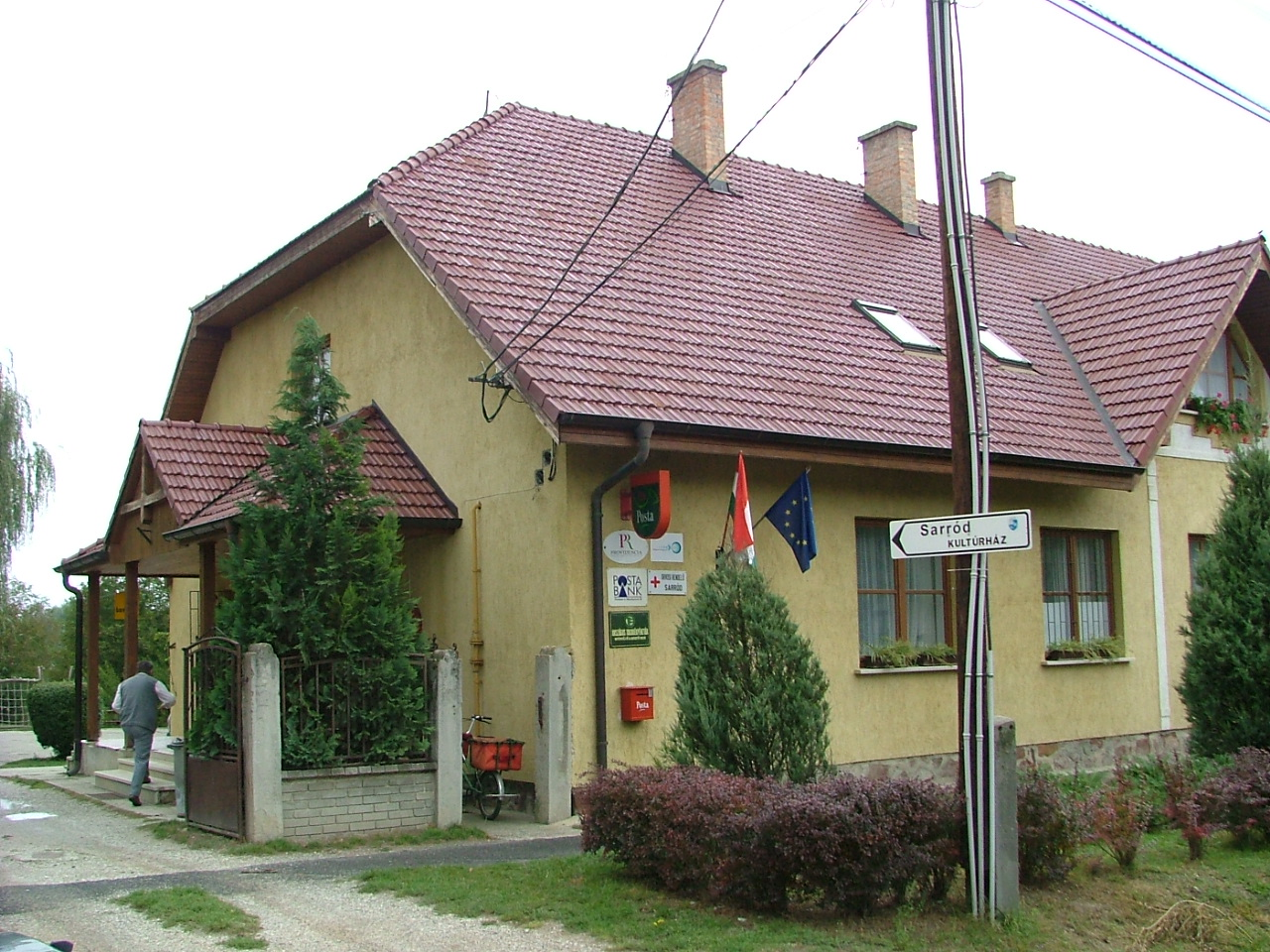
A kultúrház

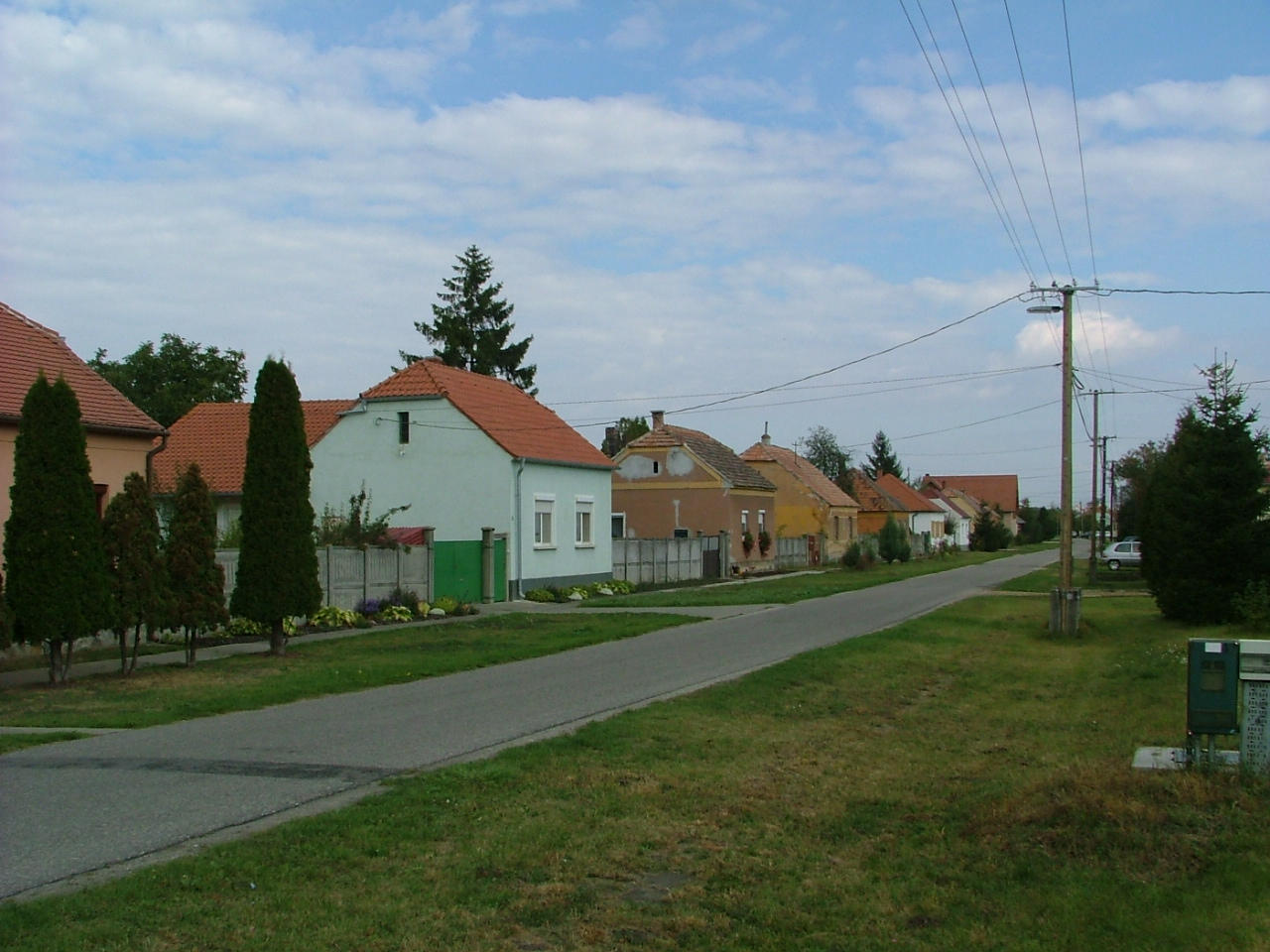
Nyárliget

A település 2 kilométerre északra fekszik Fertődtől, 6 kilométerre délnyugatra a már Ausztriához tartozó Pomogytól (Pamhagen); a környék nagyobb városai közül 15 kilométerre Kapuvártól és 30 kilométerre Soprontól. Kerékpárút köti össze Mosonbánfalvával (Apetlon) és Pomoggyal.
A Fertő és a Hanság között elterülő kiemelkedésre épült. Határának legnagyobb része a tó elhagyott medrének peremére esik. A Fertő valamikor a kertek aljáig ért, jelenleg több kilométerre esik a falutól. A Fertő a vízterületét régen is állandóan változtatta, időnként teljesen kiszáradt. Az elhagyott tómedret az emberi munka és a szorgos nép művelés alá fogta. A tengerszint feletti 112–113 méteres magasságával a község az egész környék egyik legalacsonyabban fekvő területe.

### Megközelítése
A település központja és Fertőújlak (Mekszikópuszta) településrésze közúton a 85-ös főútból Fertőszentmiklósnál kiágazó 8521-es úton érhető el, Fertődön keresztül; Nyárliget a Fertőd-Pomogy közti országút (8531-es út) mentén található. Közigazgatási határszélét északkeleten érinti még a 8529-es út is.
A hazai vasútvonalak közül a Fertővidéki Helyiérdekű Vasút érinti, de ma a vonal két itteni megállóhelyének egyikén sincs személyforgalom.

## Éghajlat
A területen a kontinentális és óceáni hatás érvényesül. A téli nagy hideg és a nyári forróság a jellemző. Az Alpok közelsége miatt az északnyugati szél az uralkodó. A bécsi és a cseh medencén át a Lajtán és Duna völgyön keresztül beáramló légtömegek miatt szinte alig van nap, hogy a szél ne fújna. A szélcsendes napok száma évente 30-40. Az északi szelet „fű”-szélnek, az esőt hozót „ó”, vagy „gyuk”-szélnek nevezik. A Fertő a vidék hőmérsékletének szélsőségeit tompítja. Minden hónapban van csapadék. A legkevesebb februárban, a legtöbb júliusban esik.

## Története és mai élete

### Sarród története
A legrégibb település nyomait a mai iskola és templom körüli részen találták meg. Sarród környéke az emberiség legkorábbi idején is már lakott hely volt. Széchenyi Béla gróf 1874-ben a kiszáradt Fertő medrében kőkorszakbeli leletekre bukkant. Feltevése szerint itt volt a lakóhely, a dombokon pedig a temetkezési hely. Bella Lajos régész szerint a lakóhely odébb lehetett és a víz állandó változása miatt kerültek a leletek a Fertő medrébe. 1890 körül Scheffer Ákos kapuvári ügyvéd a vízparton 6 csontvázra lelt, amelyek sásból font derékaljon feküdtek. Pokker Mihály sarródi tanító az 1930-as években a bronzkor első részében élt, zsugorított csontvázat talált, mellette agyagedényt. Római leletek a Keréktó-dűlőből kerültek elő. A környéken a honfoglalás után, a 9. században besenyő telepítés történt. A letelepült magyaroknak, valamint a besenyőknek védelmi feladatuk volt a német támadások ellen.
Sarród első említése egy 1313-as oklevélben fordul elő, amelyből kitűnik, hogy rendezett falu és bírója is van. A 13. század második feléből származó oklevélen a falu pecsétje látható: „Sigilla in oppida Sarród”. Helyi viszonylatban számottevő központ lehetett, valószínűleg végvár szerepet töltött be. Erre a mocsaras környéke tette alkalmassá. A sarródi Fertő-rév 1420-ban az Osl-családé. Sarród és Pomogy közötti töltésen pedig szárazvám volt. A falu 1334-ben az Ostffy család birtoka, majd 1359-ben osztozkodás útján Ostffy Jánosé. 1431-ben az Ostffyak birtokrészükbe a csornai konventet iktatták be.
A Rákóczi-szabadságharc idején a Fertő menti községektől az átvonuló csapatok hadisarcot szedtek. 1710-ben a falu lakosságának egyharmadát a pestisjárvány elpusztította. A nép Istenhez fordult imáival, s ígérte, hogy ha a járvány megszűnik, annak a napnak tiszteletére szobrot emelnek és búcsúval szentelik meg. A járvány 1714. szeptember 4-én, Rozália napján ért véget. A szobrot örök mementóként emelték. S hogy a halál helyébe az élet lépjen, ezen a napon a község minden évben búcsút tart híres lakomáival és vendégszeretetével. A község 1746-ban fellázadt Széchenyi ellen a dézsma-egyezség miatt. Az úriszék ítélkezett ez ügyben. Mária Terézia uralkodása alatt került sor az úrbérrendezésre, melynek vezérfonala az volt, segítséget nyújtani a jobbágyoknak, hogy adófizetővé váljanak. Az 1767-es urbárium szerint Esterházy család, Széchenyi Zsigmond, Ostffy Lajos és a nemes Horváth-család voltak a földesurak. Sarródiak örökös jobbágyok voltak.
A francia megszállás idején, 1809-ben Sarród hadiadót fizetett Napóleon seregeinek. Az 1828-as összeírás 96 jobbágycsaládot tüntetett fel. Sarród és Süttör község között legelő elsajátítása miatt 1834-ben határvillongás volt. A szabadságharc védelmére a községben is megalakították az őrsereget. A legelődombon készültek a harcra. A csapatot Élő József és Bors József irányításával Sopron felé vezették. Ugyanakkor a horvátok Pomogy felől érkeztek, de a község mellett elhaladva csupán élelmet és állatot követeltek.
Ősi foglalkozás a halászat és vadászat volt. A halászat a falu életében fontos, kenyeret adó szerepet töltött be. Az úrbéri egyezségben 1368-ban már a sarródiak a földesúrnak a halászati jogért bért fizettek, azonkívül halat szolgáltattak a konyhájára. 4 halászcsárdáról tesznek említést 1570-ben. A múlt század végén még virágzott a halászat. 40-50 ember foglalkozott vele, céhszerű szervezetben éltek. Bécsbe szállították a kifogott halat. Külön életet éltek. A kocsmában törzsasztaluk volt, nádkunyhóban húzódtak meg. A nagy hideg elől a temető mellett volt a tanyájuk. A mögöttük lévő jégveremben tárolták a halat és a vadat. 1945-ben a halászati jog az államra szállt át. Előtte az Esterházy hercegi hitbizománytól szerződésben meghatározott időre bérelték a halászati jogot. Ebben az évben katonai alakulatok részére szállították a halat.
A jobbágyfelszabadítás nem hozta meg a várva várt eredményt, mert kevés volt a föld. Így a falu lakossága nádaratással foglalkozott. Megindult a náddal való kereskedelem is. Sarród lakói a jobbágyok nehéz és küzdelmes életét élték. A századfordulón a munkanélküliség miatt ötvenketten vettek vándorbotot kezükbe és indultak el Amerikába.
A halászat után jelentős volt az állattartás, gabona- és növénytermelés. A 19. század elején gyakoriak voltak az áradások. A század közepén azonban aszály következtében a tó teljesen kiszáradt és ezeket a részeket is művelés alá vonták.
A 19. század végén a Hanság nedves rétjei rendkívül nagy mennyiségű savanyú szénát termeltek. Ez vetette meg alapját a Hanság peremén fekvő halászfalvak, így Sarród hajdani gazdaságának és híres szénakereskedésének. A széna eljutott Győrbe, Kőszegre és Bécsújhelyre is.
Az 1920-as földreform nem hozott jelentős változást a falu életében. A hercegi birtokból 78-an részesedtek. 18 házhelyet osztottak ki. A trianoni határvonallal elszakított Pomogy község Ausztriához került. Ez veszteséget okozott, mert a falun át bonyolították le a Moson vármegyei községek szénakereskedelmet Sopron felé. A 30-as években híres volt a falu dohánya. A termesztést a csempészés miatt szüntették be. Ugyanis nagymértékben folyt csempészet cukorral, állattal, gabonával. Az állattartó községek között kiemelkedő helyet foglalt el. Az 1930-as években a lakosság száma 1340, számos állat létszáma pedig 1761 volt.
A halászat és egyéb mezőgazdasági munkák mellett jelentős volt a falu háziipara. Sarród ősidők óta foglalkozott gyékényfonással. A község szegényebb néprétege űzte ezt a munkát. Nyersanyagot könnyűszerrel tudták beszerezni, hiszen a falu határában megtalálták a kákaerdőket, ahonnét a levágott kákát hazaszállítva elraktározták. Így egész éven át folyt a gyékény- és kosárfonás. A sarródiak leginkább a Fertőmellékről, Fertőrákosról, a Zala vármegyei Csöngőről  szerezték be kákaszükségletüket. A gyékényfonás majdnem kizárólag sarródi specialitás, olyannyira, hogy csak rendelésre készítették a szatyrot. Körülbelül 300 ember foglalkozott a fonással 1920 és 1930 között. A háziiparon belül az 1960-1980-as években a sásfeldolgozás folyt. Gyékényből lábtörlőt, padlógyékényt, szatyrot készítettek.
Sopron vármegye a szegényellátás terén külön rendszert vezetett be. Ennek hatására Sarródon az elaggott, munkaképtelen és tehetetlen, ellátására szorulóknak szegényszobát rendeztek be. Többnyire földes padlójú, rossz ablakú, ajtójú, beázó zsúptetővel ellátott helyiségek voltak. A szociális feladatokat a községnek magának kellett megoldani. Az egészséges vízellátás érdekében artézi kutakat fúrtak.
A 19. század végétől sorra alakultak az egyesületek a társasági igények kielégítésére. Ennek hatására jött létre 1886-ban az önkéntes tűzoltó egyesület. 1902-ben 26 volt a taglétszáma. A Gazdakör volt alkalmas a nagy számú hallgatóság összehívására. A Daloskör a soproni dalosversenyen ezüst serleget nyert. A környező községek dalos találkozóin is sikeresen szerepeltek. Működött még Lövész-, Levente- és Sportegylet. Az egyesületek színdarabokkal, bálok rendezésével vidám estéket szereztek a falu lakóinak. Az egy tantermes földes iskola 1853-ban épült. 1900-ban új két tantermes iskolát építettek. Két tanító három-három osztállyal foglalkozott. 1948-ban az iskolát államosították. Tanítói és ifjúsági könyvtár is szolgálta a falu művelődését. Mindhárom településen van könyvtár.
A század elején a falut a Fő utca mentén kialakult házsorok jellemzik. Náddal fedett ún. kontyos, nyitott füstjáratú házakkal, végigtekintő, leső ablakokkal. A háború után megindult a falu fejlődése. Az alacsony házak helyébe egészséges világos házak épültek. Sarród szívet, lelket gyönyörködtető községnek nevezhető, a házakon nagy ablakok, cseréptetővel, mindenütt rend és tisztaság. Korábban náddal vert kunyhóban, majd később vályogból épített házban lakta. Sarród utcás-falu jellege szembetűnő.
1945 után 5050 hold földet osztottak szét 172 földigénylő között. A sarródi első termelőszövetkezet Egyetértés néven alakult meg. 1962-ben a tagok száma 472 volt. Mekszikópusztán a volt uradalmi cselédek 1945 őszén termelőszövetkezetbe tömörültek, azonban a sok nehézség miatt egy év után feloszlott és 1959-ig egyénileg gazdálkodtak.
1962-ben az akkori négy termelőszövetkezet „Haladás” néven egyesült. A jelenleg is működő mezőgazdasági termelőszövetkezet gabonatermeléssel és állattartással foglalkozik. Korábban a település csak engedély birtokában volt látogatható a szigorú határőrizet miatt.
Az 1960-as években megépült a sarródi Művelődési Otthon, a ravatalozó, felújították a villanyhálózatot. Mekszikópusztán bővítették a vízvezeték hálózatot. Egy időben folyt a járdaépítés is. Az 1990-es években vezették be Sarródon a vezetékes gázt és építették ki a szennyvízcsatorna hálózatot. Iskolája nincsen, a gyerekek a közeli településekre járnak át. (Például Fertődre).
Az 1991-ben létrehozott Fertő-tavi Nemzeti Parknak meghatározó szerepe van a községre. Célja a Fertő-vidék természeti értékek megóvása. 1993-ban, amikor a Nemzeti Park egyesült a Hanság Tájvédelmi Körzettel Fertő–Hanság Nemzeti Park néven, felépült az Igazgatóság központ épülete a Kócsagvár. Sarród 1933-ig az eszterházai körjegyzőséghez tartozott, utána nagyközséggé lett. Az önálló önkormányzat 1990-ben alakult meg.

### Mekszikópuszta(névváltoztatás után:Fertőújlak) története
A településrész helyén először csak 2 hanyőr kunyhó állt, de a mezőgazdasági munkák megindulásával az építkezés is kezdetét vette. A puszta körül nádas terült el. Sarródról csak hajóval lehetett kijutni.
Gyalogos összeköttetése csak Pomogy községgel volt. A terület az Esterházy családé volt, de mivel kietlen hely volt, ezért bérbe adta az olasz származású Magettinek. Egyre több és több területet vontak művelés alá. Többen is béreltek itt szántóföldet és legelőt. Ezen bérlők neve után kapták a dűlők elnevezésüket. A major mellett terült el kb. 200 kh. terméketlen szikes, melyet 1941-ben csapoltak le.
A lecsapolás következtében a kiveszett nádas helyében a sziksó virágzott. 1941-ben már tíz lakás állt. A mezőgazdasági munkát a konvenciós cselédek is segítették. Az ott élő emberek csak 1945 után jutottak földhöz.

## Idegen elnevezései
Németül a település neve Schrollen. Horvátul két neve van: a hidegségi horvátok Šarotnak, a fertőhomoki horvátok Šrolnának hívták.

## Címerének leírása
Klasszikus háromszögű címerpajzs, amelynek bal oldali hasított mezőjében a régi hagymakupolás, félig leeresztett rostélyos templom rajza látható. A templom alapszíne ezüst, a torony és a tető vörös, kék háttérrel, vörös kapuval és ablakkal. A hasított mező alsó része: a pajzstalp zöld. A jobb oldali mező középen vágott és a felső részben vörös háttérrel a nagy kócsag ezüst színű, stilizált képe látható, ami a Fertő tó egykor meghatározó közelségére utal.
A jobb oldali alsó mezőben az aranyszínű szénaboglyák az egykori állattartásra, a jó kaszálókra utalnak a kék színű háttér előtt, a zöld mezőben. A címerpajzs felett aranyszínű betűkkel a község neve: SARRÓD.
Sarród község címere az 1772-es, valamint az 1842-ből való régi történelmi pecsétek hagyományait alkalmazza. Az 1772-ből fennmaradt pecsét mezejében torony látható félig leeresztett rostélyos ráccsal. Az 1842-től alkalmazott Sarród-hely feliratú pecséten hagymakupolás templomtorony látható kapuval és emeleti ablakkal.

## Közélete

### Polgármesterei
- 1990–1994: Bors Emil (független)[5]
- 1994–1998: Varjas Endréné (független)[6]
- 1998–2002: Varjas Endréné (független)[7]
- 2002–2006: Turi Lajos (független)[8]
- 2006–2010: Turi Lajos (független)[9]
- 2010–2014: Turi Lajos (független)[10]
- 2014–2019: Papp Gyula (Fidesz-KDNP)[11]
- 2019–2024: Papp Gyula (Fidesz-KDNP)[12]
- 2024– : Papp Gyula (Fidesz-KDNP)[1]

## Népesség
A település népességének változása:
| Lakosok száma | 1056 | 1048 | 1032 | 1051 | 934  | 1039 | 1059 |
|               | 2013 | 2014 | 2015 | 2021 | 2022 | 2023 | 2024 |

A 2011-es népszámlálás során a lakosok 88,1%-a magyarnak, 0,5% bolgárnak, 0,2% cigánynak, 0,3% horvátnak, 0,2% lengyelnek, 9,9% németnek, 0,2% szerbnek, 0,2% szlováknak mondta magát (10,7% nem nyilatkozott; a kettős identitások miatt a végösszeg nagyobb lehet 100%-nál). A vallási megoszlás a következő volt: római katolikus 73,1%, református 1,2%, evangélikus 1,6%, felekezeten kívüli 4,5% (18,9% nem nyilatkozott).
2022-ben a lakosság 87,9%-a vallotta magát magyarnak, 7,2% németnek, 0,5% románnak, 0,3% horvátnak, 0,2% cigánynak, 0,2% szlováknak, 0,1-0,1% lengyelnek, görögnek és ukránnak, 2,1% egyéb, nem hazai nemzetiségűnek (9,1% nem nyilatkozott; a kettős identitások miatt a végösszeg nagyobb lehet 100%-nál). Vallásuk szerint 51% volt római katolikus, 2,4% református, 1,6% evangélikus, 0,2% görög katolikus, 0,5% egyéb keresztény, 0,5% egyéb katolikus, 8,5% felekezeten kívüli (35% nem válaszolt).

## Nevezetességei
- Temploma már valószínűleg a középkorban is volt. Az 1714-es jegyzőkönyvek templomáról és annak rossz padjairól tesznek említést. Ennek a templomnak még 1733-ban nem volt tornya, 1752-ben újonnan építették. Az 1766-os jegyzőkönyv már sekrestyét is említ. A sarródi templom mai alakját az 1846. évi átalakítással nyerte el. Meghosszabbították és felépítették tornyát. Egyszerű épület a Fő utca dél-északi irányában. Előcsarnok is került a főhomlokzat elé. 1771-ben a soproni Pfistermeister József öntött harangja mellé helyeztek el egy másodikat, amely Seltenhofer Frigyes soproni műhelyében készült. A harmadikat 1854-ben öntötték Győrött. A község szívesen adta a haza oltárára harangjait. A templomot Szent István vértanúról nevezték el. 1752-ben készült az orgonája König Fülöp soproni mester munkája. Hajója három keresztben álló, téglalap alakú szakaszból áll, cseh boltozottal, ugyanilyen széles a szentély is, mely kívülről a nyolcszög három oldalával, belül kereken zárul. Az egyik oldalfalat három dór fapillér tagolja, a másikat nagy részben eltakarja a tágas sekrestye, melynek egy része egyúttal az oratórium. Az orgonakarzat két hatalmas toszkán oszlopra került és az új klasszicizmus jegyében álló homlokzatot állítottak az épület elé. Órája nincsen a toronynak. A berendezés jó része a múlt század közepéből való. Rokokó-díszes a tabernákulum. Az oltárkép Szent István vértanú halálát ábrázolja. Igen jó munka a szószék. Mellvédjén a jó pásztor reliefje. Az orgona szekrénye nemes klasszicista fafaragásával tűnik ki. A templom a fertőszéplaki egyházközség fíliája.
- A Fő utcában két említésre méltó szobor található. Az egyik, az 1741-es évszámú, pestis szobor. Szent Rozália alakja a középen, Szent Sebestyén és Szent Rókus között. A második szobor, a Piéta, talpazatán a Dallos család címerével. Vaskos kereszt, lábánál Mária Jézus holttestével. A szobor a 18. század második feléből való.
- Kócsagvár, a Fertő–Hanság Nemzeti Park Igazgatóság központja. Magyarország legnagyobb, náddal fedett épülete. Rendszeresen otthont ad természetvédelmi tárgyú rendezvényeknek, kiállításoknak, konferenciáknak. Erdei iskolai programok egyik helyszíne a Fertő vidéken, emellett vendégszobái is igénybe vehetőek.
- Tájház. 2006-ban nyílt meg a község faluháza, ahol állandó helytörténeti és néprajzi kiállítás mellett időszaki programokat is szerveznek.
- A Fertő–Hanság Nemzeti Park – A tó lápvilága